# Pacelli Souto
Eugênio Pacelli Araújo Souto (Natal, 9 de fevereiro de 1964) é um engenheiro civil e político brasileiro, filiado ao Partido Liberal (PL). É o 22.º prefeito de São Paulo do Potengi desde 1º de janeiro de 2021. Anteriormente, foi vereador por dois mandatos de 1993 a 2000 e o 14.º vice-prefeito potengiense entre 2013 e 2016.
Na eleição municipal de 2024, Pacelli foi reeleito prefeito com 9.642 votos (79,99% dos votos válidos), tornando-se o candidato mais votado da história do município e o que obteve a maior porcentagem proporcional de votos no estado do Rio Grande do Norte entre os municípios com mais de 10.000 habitantes. Ao lado de seu vice, Lucas Macedo, derrotou o ex-prefeito Naldinho, que recebeu 2.412 votos (20,01% dos votos válidos).

## Biografia

### Vida familiar
Nasceu em Natal, no dia 9 de fevereiro de 1964, sendo o segundo filho do casal Gileno Pereira Souto e Nini Souto. Seu pai, odontólogo, fixou-se na Região Potengi onde constituiu família com Nini, militante católica que viria a ser a primeira mulher prefeita de São Paulo do Potengi entre 1973 e 1977, até os dias atuais sendo a única mulher a ocupar o cargo.
Ao longo de sua vida, estudou no tradicional Colégio São José em São Paulo do Potengi e, mais tarde, ingressou na Universidade Federal do Rio Grande do Norte (UFRN), formando-se no curso de engenharia civil.
É casado com a fisioterapeuta Célia Mara Evangelista e tem três filhos: Andrezza, atual prefeita de Sítio Novo, fruto do primeiro casamento com a ex-prefeita sítio-novense, Wanira de Holanda Brasil; e Isadora e Gileno Neto, decorrente do segundo casamento com Geisa Lopes da Rocha.

### Vida política em São Paulo do Potengi

#### Vereador (1993-2000)
Oriundo de uma família política, Pacelli foi candidato a vereador pelo Partido Democrático Trabalhista (PDT) em 1992, sendo eleito em quinto lugar com 290 sufrágios, correspondente a 1,94% dos votos válidos e tomado posse em 1 de janeiro do ano seguinte, tendo disputado a reeleição pelo MDB, conseguindo o terceiro lugar com 446 votos, perfazendo 7,21% dos votos válidos, assegurando dois mandatos no legislativo municipal até o ano 2000.

#### Vice-prefeito (2013-2016)
Nas eleições municipais de 2012, uniu-se ao então ex-prefeito Naldinho que disputava sua volta ao cargo, encabeçando a chapa majoritária, que culminou na vitória de ambos, com 6.593 votos (59,14% dos votos válidos), contra 4.556 votos (40,86% dos votos válidos) obtidos pelo prefeito Azevedo.

#### Candidato a prefeito em 2016
Com o notório rompimento com o prefeito Naldinho, disputou a eleição municipal de 2016 num momento em que havia três candidatos (a última vez ocorreu em 1988). No cenário político, emergiu como candidato da oposição ao então prefeito pelo PDT, ficando em segundo lugar com 5.116 votos (46,30% dos votos válidos), diferença de apenas 28 votos atrás do prefeito reeleito que obteve 5.144 votos (46,55% dos votos válidos).

#### Prefeito (2021–presente)

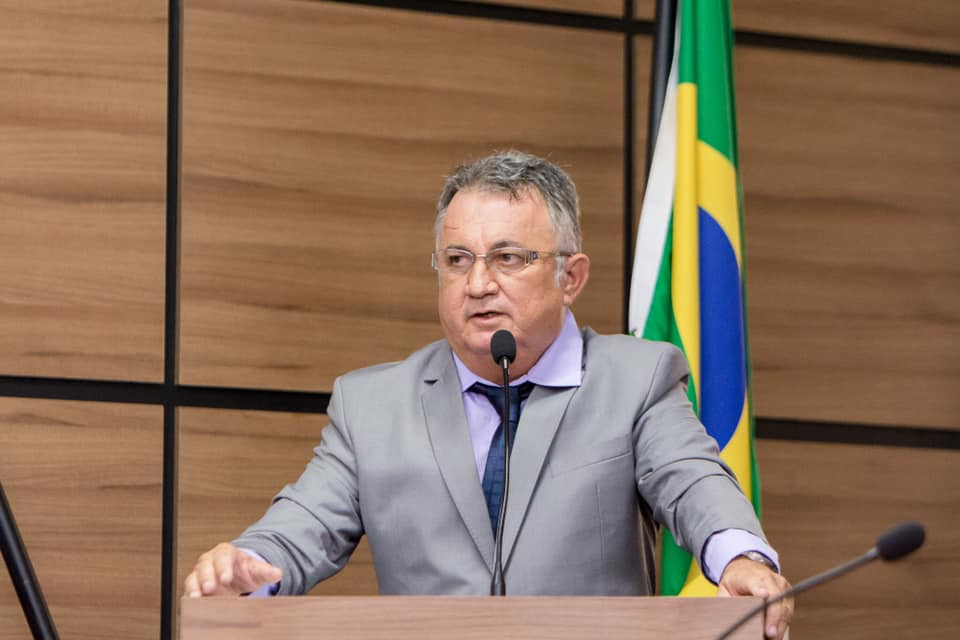
Pacelli Souto em seu primeiro discurso como prefeito de São Paulo do Potengi, em janeiro de 2021.

Após a última eleição como candidato natural da oposição, Pacelli concorreu novamente ao cargo de prefeito de São Paulo do Potengi, desta vez pelo MDB. Seu adversário foi o odontólogo Ivan Dantas de Farias, do Partido Socialista Liberal (PSL), que contou com o apoio do então prefeito Naldinho.
A disputa resultou em uma larga e histórica vantagem de votos para Pacelli. Ao fim da apuração, ele obteve 6.713 votos, correspondendo a 62,43% dos votos válidos, enquanto seu oponente somou 4.039 votos, alcançando 37,57% dos votos válidos.
Pacelli tomou posse em 1º de janeiro de 2021, ao lado do vice-prefeito João Maria Dantas, do Progressistas (PP). Em seu primeiro mandato à frente do Executivo Municipal, deu início ao processo de implantação de um Distrito Empresarial em São Paulo do Potengi, concretizado após uma cerimônia com a governadora Fátima Bezerra, na qual foi assinado um acordo de parceria entre os governos estadual e municipal.
Além disso, anunciou a construção de uma estátua em homenagem a monsenhor Expedito Sobral de Medeiros, o "Profeta das Águas". Como parte desse tributo, também sancionou a Lei nº 1.049, de 29 de novembro de 2021, que estabeleceu 16 de janeiro como feriado municipal, em memória da morte do antigo pároco. Outro marco de sua gestão foi a primeira queima de fogos da história no paredão da Barragem Campo Grande, um evento inédito que se tornou símbolo das festividades locais.
Um dos marcos do governo de Pacelli foi a Educação. Dentre as iniciativas destacadas, ressalta-se a implantação do controverso projeto cívico-militar nas escolas, tornando São Paulo do Potengi uma referência em nível estadual e nacional.
Pacelli foi destaque na edição do Prêmio Sebrae Prefeito Empreendedor em 2022, concorrendo na etapa estadual em duas categorias. Na categoria "Empreendedorismo na Escola", participou com o projeto "Capacitando Talentos", enquanto na categoria "Sala do Empreendedor", apresentou o "Projeto Crescer". Ele conquistou os dois troféus na fase estadual. Além disso, Pacelli também concorreu ao Prêmio Sebrae Nacional, representando o Rio Grande do Norte na categoria "Empreendedorismo na Escola", com o projeto "Negócios que Educam", após vencer a etapa estadual.
Pacelli foi reeleito prefeito em 2024 com 9.641 votos, correspondendo a 79,99% dos votos válidos. Ele se tornou o candidato mais votado da história do município e, naquele ano, o candidato com a maior porcentagem de votos em municípios do Rio Grande do Norte com mais de 10.000 habitantes. Pacelli tomou posse para o seu segundo mandato em 1º de janeiro de 2025,  ao lado do vice-prefeito Lucas Macedo, que se tornou o mais jovem da história a ocupar o cargo. Pacelli derrotou o ex-prefeito Naldinho, que obteve 2.412 votos, equivalentes a 20,01% dos votos válidos.

### Desempenho em eleições
| Ano  | Eleição                           | Coligação                                                                 | Partido | Candidato a   | Votos | %     | Resultado  | Ref.   |
| ---- | --------------------------------- | ------------------------------------------------------------------------- | ------- | ------------- | ----- | ----- | ---------- | ------ |
| 1992 | Municipal de São Paulo do Potengi | União do Povo (PDS / PMDB / PDT)                                          | PDT     | Vereador      | 290   | 1,94  | Eleito     | [ 13 ] |
| 1996 | Municipal de São Paulo do Potengi | —                                                                         | MDB     | Vereador      | 446   | 7,21  | Eleito     | [ 14 ] |
| 2012 | Municipal de São Paulo do Potengi | Construindo um Novo Tempo (PRB / PDT / PT / PTN / PSC / PSDC / PSB / PSD) | PDT     | Vice-prefeito | 6.593 | 59,14 | Eleito     | [ 36 ] |
| 2016 | Municipal de São Paulo do Potengi | A Força Pra Reconstruir (PDT / PMDB / SD)                                 | PDT     | Prefeito      | 5.116 | 46,30 | Não Eleito | [ 37 ] |
| 2020 | Municipal de São Paulo do Potengi | A Reconstrução é Agora (PP / MDB / PSC / SOLIDARIEDADE / PT)              | MDB     | Prefeito      | 6.713 | 62,43 | Eleito     | [ 38 ] |
| 2024 | Municipal de São Paulo do Potengi | Continuar Avançando (MDB / PODE / PL)                                     | MDB     | Prefeito      | 9.642 | 79,99 | Eleito     | [ 39 ] |